# Ківаллік
Ківаллік (інуктикут ᑭᕙᓪᓕᖅ, англ. Kivalliq) — один з трьох регіонів канадської території Нунавут. Площа регіону — 445 109 км²; населення — 8 955 осіб (2011). Столиця регіону — ескімоське селище Ранкін-Інлет з населенням 2 266 осіб (на 2011 рік).
Регіон знаходиться на захід від Гудзонової затоки, до його складу входять також острови  Саутгемптон і Котс.
Регіон Ківаллік було утворено 1999 року під час адміністративної реформи у Канаді. В цей час на території Північно-Західних територій було утворено кілька нових територій, у тому числі й територію Нунавут. Регіон Ківаллік було утворено при цьому переважно у межах колишнього регіону Ківатін (англ. Keewatin). Статистичні служби Канади досі використовують у своїх звітах назву Ківатін, а не Ківаллік.

## Населені пункти
На території регіону знаходяться лише сім постійних населених пунктів.
| Населений пункт  | Кількість населення |
| ---------------- | ------------------- |
| Арвіат           | 2318                |
| Бейкер-Лейк      | 1872                |
| Вейл-Ков         | 407                 |
| Корал-Гарбор     | 834                 |
| Ранкін-Інлет     | 2266                |
| Репалс-Бей       | 945                 |
| Честерфілд-Інлет | 313                 |

## Населення
Населення регіону Ківаллік (переписний регіон Ківатін) за переписом 2011 року становить 8 955 чоловік і для нього характерним є зростання у період від переписів 2001 й 2006 років:
- 2001 рік — 7 557 осіб[2]

- 2006 рік — 8 348 особи[2]

- 2011 рік — 8 955 осіб.[1]

Дані про національний склад населення, рідну мову й використання мов у регіоні Ківаллік, отримані під час перепису 2011 року, будуть оприлюднені 24 жовтня 2012 року. Перепис 2006 року дає такі дані:
- корінні жителі — 7 510 осіб,
- некорінні — 800 осіб.

| Мова              | Кількість населення, осіб |
| Тільки англійська | 1 545                     |
| Тільки французька | 35                        |
| Інша мова (мови)  | 6 730                     |

| Мова                                          | Кількість населення, осіб |
| Тільки англійська                             | 7 485                     |
| Тільки французька                             | 0                         |
| Французька і англійська                       | 150                       |
| Не володіють ані англійською, ані французькою | 670                       |

| Мова                         | Кількість населення, осіб |
| Англійська                   | 3 200                     |
| Французька                   | 10                        |
| Неофіційна мова              | 4 910                     |
| Англійська і неофіційна мови | 185                       |

| Мова                         | Кількість населення, осіб |
| Англійська                   | 3 410                     |
| Французька                   | 10                        |
| Неофіційна мова              | 1 135                     |
| Англійська і неофіційна мови | 85                        |

## Парки і заповідні зони
На величезних просторах Ківалліку влаштовано низку парків і заповідних зон:
- Арвіа-жаксько-Кікіктааржакська Національна історична місцевість (англ. Arvia'juaq and Qikiqtaarjuk National Historic Site[en]) — на острові Сентрі (Арвіа-жак) та півострові Кікіктааржак на західному березі Гудзонової затоки, біля селища Арвіат.
- Іст-Бейський заповідник перелітних птахів (англ. East Bay Migratory Bird Sanctuary[en]) — у бухті Іст-Бей на сході острова Саутгемптон.
- Національне історичне місце Осіння переправа оленів карибу (англ. Fall Caribou Crossing National Historic Site) — місце на річці Казан, де щоосені через річку переправляються олені карибу. Тут місцеві ескімоси влаштовують полювання на оленів.[4]
- Заповідник перелітних птахів ім. Гаррі Гіббонса (англ. Harry Gibbons Migratory Bird Sanctuary[en]) — заповідник на півдні острова Саутгемптон.
- Іжералікський територіальний парк англ. Ijiraliq Territorial Park) — заповідник на північно-західному березі Гудзонової затоки, неподалік від селища Ранкін-Інлет.
- Інуужарвикський територіальний парк (англ. Inuujarvik Territorial Park[en]) — парк на східному березі озера Бейкер, біля селища Бейкер-Лейк.
- Макконнельський заповідник (англ. McConnell River Migratory Bird Sanctuary[en]) — заповідник для захисту перелітних птахів. Розташований на східному березі Гудзонової затоки, біля місця впадіння у неї річки Макконнел.
- Телонський заповідник дикої природи (англ. Thelon Wildlife Sanctuary[en]) — найбільший заповідник у Канаді. Розташований на сході Ківалліку біля річки Телон.

## Інші регіони Нунавуту
- Кікіктаалук
- Кітікмеот